# Malmö Audioproduktion

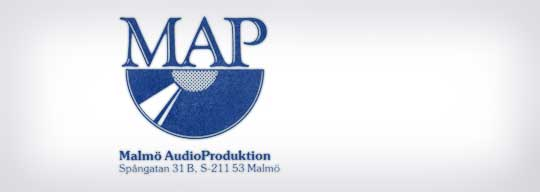
Malmö Audioproduktion

Malmö Audioproduktion var ett skivbolag som existerade under nästan två decennier, fram till 2003. Bakom stod Bertil Östberg, musiker (klarinett) och ljudtekniker. 
Idéerna var två:
1. Mycket hög ljudkvalitet - speciellt modifierade bandspelare (Revox-Studer), två-mikrofonteknik med ORTF-konfiguration, dvs. franska radions och televisionens mikrofonuppställning, och ingen dynamikbegränsning, inga filter, ingen efterbehandling av signalen, extrem noggrannhet med val av lokal och mikrofonplacering,
2. Fokus på modern klassisk musik, inte sällan specialskriven för artisten och vid flera tillfällen även uruppförande, eller alternativt sällan (in-)spelad klassisk musik. För konvoluten anlitades ofta lokala konstnärer och fotografer, inte sällan ur artistens bekantskapskrets, vilket gav en speciell grafisk profil.

## Inspelade artister (urval)
- Hans-Ola Eriksson (orgel)
- Tom Ernst (piano)
- Olof Höjer (piano)
- Helen Jahren (oboe)
- Erik Lundkvist (orgel)
- Tove Lønskov (piano)
- Lucia Negro (piano)
- Christer Persson (gitarr)
- Hans Pålsson (piano)
- Mats Rondin (cello)
- Gunnar Spjuth (gitarr)
- Terje Thivång (flöjt)
- Karl-Erik Welin (orgel)
- Manuela Wiesler

- Ensemble Ars Nova
- Helsingborgs Symfoniorkester
- Malmö Kammarkör
- Malmö Symphonic Winds
- Norrköpings Symfoniorkester
- Uppsala Chamber Soloists

Vid sidan om det "klassiska" fanns också ett par jazzskivor och skånsk folkmusik.
Inspelningarna marknadsfördes först på kompaktkassetter och LP-skivor men från och med slutet av 1980-talet gjordes inspelningar på CD.
Två grammisar hann det bli innan företaget upphörde efter Bertil Östbergs död 2003.